# Petrus Astronomus

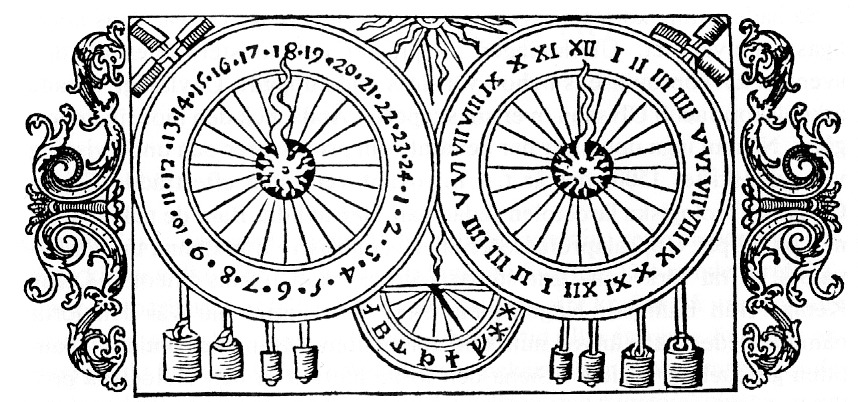
Uppsala domkyrkas astronomiska ur. Träsnitt ur Historia om de nordiska folken av Olaus Magnus 1555.

Petrus Astronomus (Peter astronomen) död efter 1513, var en tysk-svensk birgittinmunk i Vadstena kloster och astronomilärare vid Uppsala universitet.
Astronomus konstruerade ett berömt astronomiskt ur till Uppsala domkyrka.
Petrus har av senare författare ibland felaktigt benämnts Dasypodius, troligen som en sammanblandning med Conrad Dasypodius (cirka 1531–1600), som konstruerade ett liknande astronomiskt ur till katedralen i Strasbourg.

## Biografi
Petrus Astronomus var tysk till börden och hade förmodligen magistergraden från något tyskspråkigt universitet.
Han är den förste till namnet kände läraren i astronomi vid Uppsala universitet, och höll med säkerhet föreläsningar under åren 1508–1509.

### Uret i Uppsala domkyrka
På uppdrag av ärkebiskop Jakob Ulvsson konstruerade Petrus 1502–1507 ett astronomiskt ur för Uppsala domkyrka, som visade inte bara dagar och timmar, utan också månens faser samt de då kända sex planeternas gång på himlen. Uret var troligen uppsatt i gången mellan högaltaret och Vasakoret. Kostnaden att tillverka uret stannade på 700 mark. Urverket var stort och av en invecklad konstruktion med 22 hjul, trots detta lyckades inte Petrus få alla funktioner att fungera oklanderligt och några visare som visade planeternas rörelse fick vridas runt för hand av särskilt avlönade klockställare. 
Mot slutet av 1500-talet slutade uret att fungera och stod stilla tills Christopher Polhem åren 1686–1688 renoverade och byggde om mekanismen. Vid stadsbranden i Uppsala år 1702 totalförstördes uret, och inga delar eller ritningar finns bevarade.